# Barbara Frale
Barbara Frale (* 24. Februar 1970 in Viterbo, Italien) ist eine italienische Historikerin am Vatikanischen Geheimarchiv. Bekannt sind ihre Arbeiten über den Templerorden und das Turiner Grabtuch. Im September 2001 entdeckte sie das Chinon-Pergament wieder, das falsch archiviert war.
Frale studierte Denkmalpflege an der Universität Tuscia. Ihre Abschlussarbeit über Ortsnamen im 14. Jahrhundert wurde 1995 veröffentlicht. Danach arbeitete sie für das Stadtmuseum von Viterbo und die Archivbehörde von Latium. 1996 erhielt sie einen Abschluss in Paläographie, Diplomatik und Archivwissenschaft am Vatikanarchiv und 1998 einen Abschluss in griechischer Paläographie. 2000 wurde sie an der Universität Venedig promoviert (Dissertation: Guardiani del Santuario. Le radici orientali del processo contro l’ordine del Tempio (1128–1314)) und erhielt ein Stipendium am Deutschen Historischen Institut in Rom. Ab 2001 war sie am Vatikanarchiv als Paläographin.

## Schriften
- I templari e la sindone di Cristo. Il Mulino, Bologna 2009
- I Templari. Bologna 2004 (engl. Übersetzung: The Templars - the secret history revealed, Turnaround Publ. 2009, Vorwort Umberto Eco).
- Il Papato e il processo ai Templari. L'inedita assoluzione di Chinon alla luce della diplomatica pontificia. Rom 2003.
- L’ultima battaglia dei Templari. Dal "codice ombra" d’obbedienza militare alla costruzione del processo per eresia. Rom 2001.
- Strategia di un delitto: Filippo il Bello e il cerimoniale segreto dei Templari. Florenz 2001.
- Guardiani del Santuario. Le radici orientali del processo contro l’ordine del Tempio (1128-1314). Venedig 2000.
- Il principe e il pescatore. Pio XII, il nazismo e la tomba di San Pietro. Mondadori, Mailand 2011.
- La lingua segreta degli dei. Mondadori, Mailand 2012.
- L’inganno del gran rifiuto. La vera storia di Celestino V, papa dimissionario. UTET, Turin 2013.
- Andare per la Roma dei Templari. Il Mulino, Bologna 2014.
- Crimine di Stato. La diffamazione dei Templari. Giunti, Florenz 2014.
- La città sul fiume. Orte 1303–1363. Manziana, Rom 2015.
- La guerra di Francesco. Gioventù di un santo ribelle. UTET, Turin 2016.
- mit Franco Cardini: La Congiura. Potere e vendetta nella Firenze dei Medici. Editori Laterza, Rom/Bari 2016, ISBN 978-88-581-3365-1.
- La leggenda nera dei Templari. Editori Laterza, Rom/Bari 2018, ISBN 978-88-581-3100-8.

### Romane
- I sotterranei di Notre-Dame. Newton Compton Editori, Rom, ISBN 978-88-227-1431-2.